# گوستاو تسوینر
 گوستاو تسوینر (انگلیسی: Gustav Zeuner؛ زاده ۳۰ نوامبر ۱۸۲۸ – درگذشته ۱۷ اکتبر ۱۹۰۷) یک دانشمند اهل آلمان بود.